# جولین تمپل
جولین تمپل (انگلیسی: Julien Temple؛ زادهٔ ۲۶ نوامبر ۱۹۵۲) یک کارگردان اهل انگلستان است.
- دختران زمین بی قید و بندند